# Tårtan
Tårtan är ett svenskt barnprogram från 1972, producerat som serie för TV. Serien gjordes i 14 avsnitt och upphovsmän är Håkan Alexandersson och Carl Johan De Geer. Tårtan hade TV-premiär den 17 juni 1973 i TV2.

## Handling
Tårtan handlar om tre bröder – Frasse, Janos och Hilding – som lämnar sjömanslivet och av en händelse blir ägare till ett bageri. De tre bröderna vill bara köpa något gott på Ellens bageri, men innehavarinnan har tröttnat på bageriet och skänker hela butiken till de tre sjömännen. De blir överlyckliga då de nu kan gå i land på riktigt. Ingen av dem kan någonting om bakning, men lyckligtvis har Ellen lämnat receptet på sin allra godaste tårta. Ingredienserna är "socker, grädde, nötter, mandelflarn, en liten ros av marsipan, smörkräm, krikon, snabbkräm, gott gelé, Frasses deg, en flaska saft och så en liten klick med sylt". Receptet tonsattes och blev en populär sång, och även seriens signaturmelodi. 
Innehållet är ofta avsiktligt lätt motbjudande och karakteriserades i en hyllningsartikel som en makaber blandning av "Freud, deg och snorkråkor". De tre bröderna driver bageriet på ett sätt som inte når upp till gängse hygieniska krav. Detta är också anledningen till att myndigheterna i seriens sista avsnitt stänger bageriet, varvid de tre bröderna motvilligt blir tvungna att gå till sjöss igen.

## Om serien
Serien spelades in på och runt Hornsgatan 32 på Södermalm i Stockholm. Kostnaden var 165 000 kronor. Inspirationen hämtades från stumfilm, i synnerhet Charlie Chaplin och Buster Keaton. Manus skrevs knappt alls. Mycket av handlingen var improviserad, men varje avsnitt var en parodi på en filmgenre; till exempel var ett avsnitt filmat som film noir, andra var parodier på krigsfilm (Räddningen), Goethes Faust (Trollkarlen), Ingmar Bergman-film (Prutten), opera och operett (Musikpillret), och avsnittet med Mjölmannen parodierade superhjältar. Ingen av de tre huvudrollsinnehavarna var utbildade skådespelare utan vänner till upphovsmännen från Konstfack och musiker. Ellen spelades av poeten Sonja Åkesson och apan gestaltades av Carl Johan de Geer. Serien sågs till en början inte som någon framgång. Alla inblandade ansåg att den var ett misslyckande och den blev mycket kritiserad när den först sändes, men när serien repriserades på 1980-talet blev den populär och kultförklarad.
Tårtan har sänts i repris många gånger - senast våren 2007 i SVT:s Barnkanalen. Den finns även utgiven på VHS och DVD.
Serien är en av titlarna i boken Tusen svenska klassiker (2009).

## Rollista
- Jan Lööf (ibland angivet som pseudonymen Åke Zickus) - Janos
- Mats G. Bengtsson (ibland angivet som pseudonymen Bengt Padda) - Hilding
- Krister Broberg (ibland angivet som pseudonymen Allan Fröding) - Frasse
- Sonja Åkesson - Ellen
- Inez Svensson - Fru Svensson
- Carl Johan De Geer - Apan Saba
- Björn Gedda - Berättare
- Mårten Larsson - dammsugarförsäljaren[8]

## Avsnitt
1. Bageriet
Janos, Hilding och Frasse går iland och lämnar sitt liv som sjömän, och en trött bagare skänker dem sitt bageri. De utforskar bageriet och förbereder sig inför bakning.
2. Apan
Den förrymda cirkusapan Saba kommer till bageriet och visar sig vara duktig på att baka, även om hon skrämmer iväg en äldre dam som tänkte köpa en tårta.
3. Räddningen
Myndigheterna kommer för att hämta Saba, och trots brödernas list och bortförklaringar så hittar de henne och kör iväg med henne. Men Hilding smyger med och räddar Saba.
4. Avskedet
Efter ett bråk med en bananförsäljare så börjar bröderna arbeta på en stor tårtbeställning, men de blir osams och bara Saba får tårtorna färdiga i tid. Men under leveransen så springer de på bananförsäljaren igen som får dem att tappa alla tårtor. Lyckligtvis har Saba bakat nya, och sen så återförenas hon med bananförsäljaren som hon tidigare arbetat med på cirkusen.
5. Prutten
Hilding är deprimerad och röker cigaretter, så Janos och Frasse försöker allt de kan för att muntra upp honom. Till slut lyckas de, tack vare prutthumor.
6. Lektionen
Janos ska leverera en tårta och lär Frasse betjäna kunder och stå i kassan under tiden, men det går inte så bra. Tårtleveransen misslyckas när Janos liftar med en fartdåre, men när han kommer tillbaka så har Frasse lärt sig allt han skulle.
7. Musikpillret
Bageriet får en oväntad leverans i form av ett piano. Janos börjar spela på det men sjunger så högt att han tappar rösten, så Frasse springer för att köpa medicin. Det visar sig att pillren inte bara läker rösten utan får personen att sjunga oavbrutet. De tre bröderna och en ung kvinnlig kund sjunger och spelar glatt, tills de förlorar effekten när pianoleverantören tar tillbaka pianot.
8. Dammsugaren
Medan Frasse sopar golvet så kommer en dammsugarförsäljare in och börjar demonstrera sin produkt, men dammsugaren fungerar inte helt som förväntat och går till slut sönder helt och hållet.
9. Trollkarlen
En trollkarl besöker bageriet och imponerar på Hilding, och han får också ett tårtrecept av honom. Janos tror inte på något av det, men när Hilding börjar följa receptet så tar tårtan magiskt form.
10. Pälsdjuret
En dam kommer för att köpa en tårta, men måste vänta utomhus eftersom hon har en hund. Under tiden så blir en plåt bullar vidbrända och börjar ryka nåt förskräckligt, och Janos råkar av misstag erbjuda de brända bullarna till damen.
11. Storverket
Frasse bakar en enorm tårta och dekorerar den med otaliga små symboliska marsipanfigurer. Men efter den blivit såld så upptäcker dem att den innehåller för mycket kryptonit vilket gör den explosiv, och de lyckas precis kasta den i havet innan den exploderar.
12. Degen
Två kunder, en äldre dam och en allvarlig herre, vill köpa samma tårta samtidigt. Damen blir förkrossad när den går till herren istället, och när de senare möts på stan så hamnar de i slagsmål vilket förstör tårtan, så herren återvänder till bageriet och kräver en ny tårta. Men då får han deg på sig, och brödernas försök till att rengöra honom gör det bara värre och värre.
13. Diamanten
Hilding bakar en extremt dyr tårta och en maharaja kommer in för att köpa den, till ändamålet att gömma sin diamant i. En tjuv upptäcker planen dock, och kidnappar både maharajan och Janos för att lägga beslag på diamanten i tårtan. Lyckligtvis så vill Frasse spela superhjälte och kommer till undsättning.
14. Inspektören[9]
En hälsoinspektör kommer och upptäcker otaliga överträdelser av smuts och skadedjur, inte minst alla Frasses husdjur. Bageriet tvingas stänga, och de tre bröderna går till sjöss igen.

## Nyproduktioner

### Barnbok
Trettiosju år efter tv-serien, 2009, dök de tre bröderna upp i Jan Lööfs barnbok Pelle och Frasse, som gav seriens sista avsnitt ett lyckligare slut.

### Teater
I januari 2014 meddelades att De Geer arbetar på ett manus till en teaterpjäs, som väntades få premiär 2015 på Stockholms Stadsteater. Den uppsättningen blev inte av, men istället sattes den upp på Göteborgs Dramatiska Teater med premiär 8 oktober 2016.

### Fotnoter
1. ↑  Tårtan på Svensk mediedatabas
2. ↑  Svensk filmdatabas: Tårtan
3. ↑  Vart tog du vägen?, Aftonbladet, 21 januari 2000.
4. 1 2  DN: Tårtans skapare: Apans käke av aluminium
5. ↑  SvD: Smaskigt för barn föll inte alla på läppen
6. ↑  http://blog.svd.se/mittstockholm/2012/10/30/stall-dina-fragor-till-carl-johan-de-geer-om-tartan/
7. ↑  Gradvall et al 2009, #388
8. ↑  ”Tårtan”. Svensk Filmdatabas. http://www.svenskfilmdatabas.se/sv/Item/?type=film&itemid=24994. Läst 18 oktober 2020.
9. ↑  ”Tårtan”. SVT Play. https://www.svtplay.se/tartan. Läst 18 oktober 2020.
10. ↑  DN.se: "Tårtan" sätts upp på Stockholms stadsteater